# Чивителла-Сан-Паоло
Чивителла-Сан-Паоло (итал. Civitella San Paolo) — коммуна в Италии, располагается в регионе Лацио, подчиняется административному центру Рим.
Население составляет 1437 человек, плотность населения составляет 72 чел./км². Занимает площадь 20 км². Почтовый индекс — 060. Телефонный код — 0765.
Покровителем коммуны почитается святой апостол Иаков Старший, празднование 25 июля.